# کوتوک‌لو (گرگر)
کوتوک‌لو (به ترکی استانبولی: Kütüklü) (به کردی: Haşur) یک منطقهٔ مسکونی کردنشین در ترکیه است که در گرگر، آدیامان واقع شده‌است.